# Amata mindanaoensis
Amata mindanaoensis är en fjärilsart som beskrevs av Alfred Ernest Wileman 1916. Amata mindanaoensis ingår i släktet Amata och familjen björnspinnare. Inga underarter finns listade i Catalogue of Life.